# Hiperequi (militar)
Hiperequi (en llatí Hyperechius, en grec Ὑπερέχιος) fou un oficial romà d'origen grec que va dirigir un cos de forces enviat per Procopi, revoltat i proclamat emperador el 366, per oposar-se a Valent.
En parla Ammià Marcel·lí que diu que anteriorment havia estat apparitor castrensis (servidor militar), o com alguns han proposat, apparitor gastrensis (servidor del ventre), o sigui minister ventris vel gulae (ministre del ventre i de la gola). El general de Valent, Arinteu, que el menyspreava tant que no volia enfrontar-s'hi a camp obert,, va subornar als soldats d'aquest per fer-lo presoner. Henri Valois pensa que és el mateix personatge a qui Libani elogia pel seu talent, i diu que era fill de Màxim i praeses d'una província no esmentada, però això no concorda amb el menyspreu que se li tenia.